# Kanton Nyons
Kanton Nyons (fr. Canton de Nyons) je francouzský kanton v departementu Drôme v regionu Rhône-Alpes. Skládá se z 18 obcí.

## Obce kantonu
- Arpavon
- Aubres
- Châteauneuf-de-Bordette
- Chaudebonne
- Condorcet
- Curnier
- Eyroles
- Mirabel-aux-Baronnies
- Montaulieu
- Nyons
- Piégon
- Les Pilles
- Sainte-Jalle
- Saint-Ferréol-Trente-Pas
- Saint-Maurice-sur-Eygues
- Valouse
- Venterol
- Vinsobres